# Grateful Days
«Grateful Days» es el cuarto maxisencillo de la banda japonesa Dragon Ash y segundo sencillo del álbum Viva la Revolution, lanzado en 1999. Fue publicado el mismo día que I Love Hip Hop y los dos sencillos han ganado popularidad rápidamente en Japón. 
«Grateful Days» se convirtió rápidamente en un gran éxito en Japón, alcanzando el #1 en el Oricon Charts, y sigue siendo la favorita de los fanes de Dragon Ash.

## Lista de canciones
1. «Grateful Days» – 5:01
2. «Grateful Days» (Remix) – 5:02
3. «Grateful Days» (Unplugged Mix) – 4:41

- Datos: Q5597648